# 結婚進行曲 (孟德爾頌)

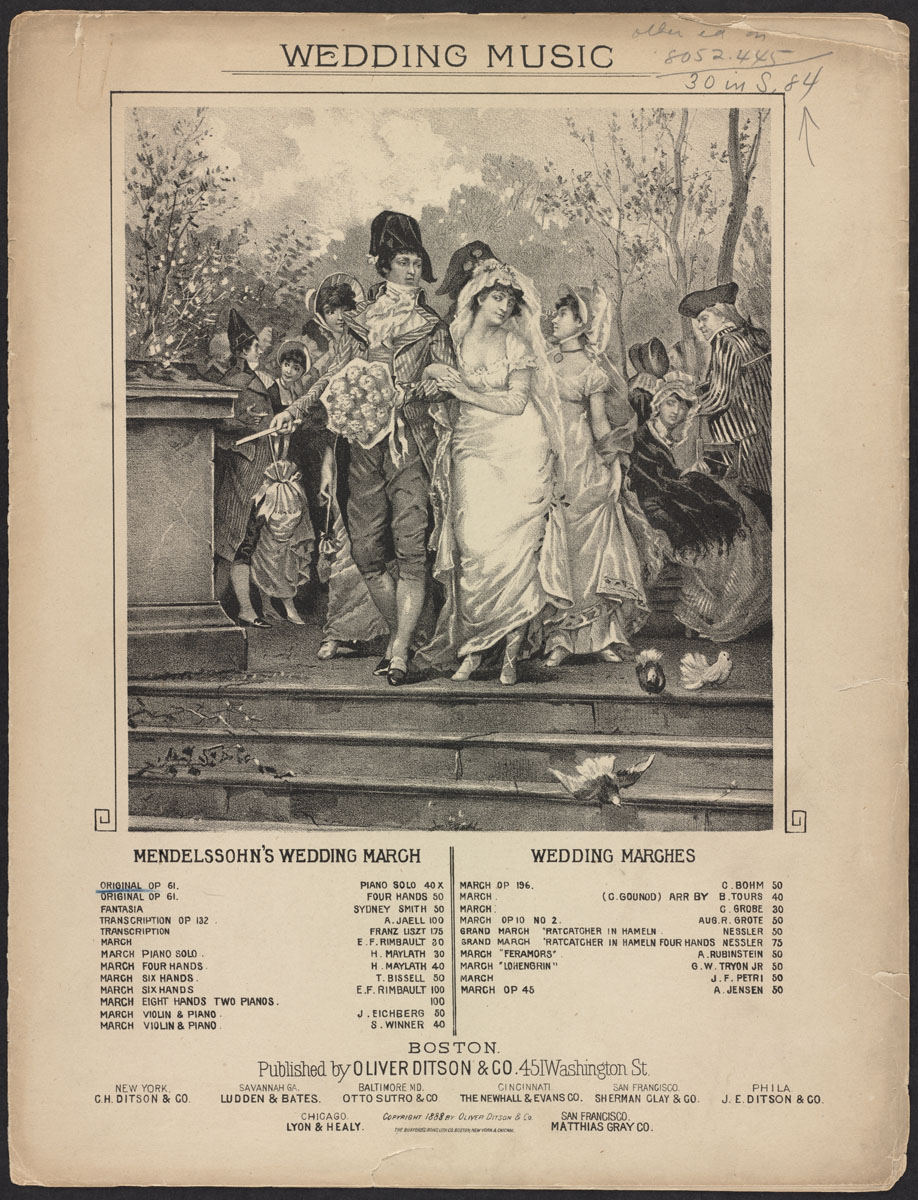
孟德爾頌的結婚進行曲的樂譜。插圖所示在督政府（1790年代）時期結婚當天的新郎和新娘。

孟德爾頌的《結婚進行曲》寫於1842年，原來是為莎士比亞《仲夏夜之夢》所做的配樂（作品61），在現代則因為時常用於婚禮而為人所熟知，並經常以管風琴替代樂團演奏。

## 背景
《結婚進行曲》第一次被用於婚禮，是在1847年6月2日於英國蒂弗顿的聖彼德教堂舉行的Dorothy Carew與Tom Daniel的婚禮。不過，直到它被用於1858年1月25日舉行的維多利亞公主與腓特烈三世的婚禮，這首作品才真正地聞名于世。
在许多西方國家里，这首乐曲一般作为婚礼结束曲播放（有时会跳过某些部分），也經常与理查德·瓦格纳《婚礼合唱》（德語：Treulich geführt）或者耶利米·克拉克的《丹麦王子进行曲》（Prince of Denmark's March）搭配，后两者通常用于新娘入场的環節。
孟德爾頌當年親自演奏「結婚進行曲」時所使用的管風琴，現存於托特納姆聖安教堂（St Ann's Church）。

## 衍生作品
- 李斯特於1849至1850年為其編寫了一個炫技的版本「結婚進行曲和精靈的舞蹈」（Hochzeitsmarsch und Elfenreigen，作品S. 410）。
- 霍羅威茨為結婚進行曲編寫了炫技的鋼琴版本，並在音樂會上當作安可曲演奏。

## 外部連結
- Audio of the Wedding March played on a virtual organ
- Recital Performed by Michael Austin